# Синякович, Леонид Евгеньевич
Леонид Евгеньевич Синякович (1953—2004) — советский и российский военачальник, генерал-майор (1995). Начальник штаба — первый заместитель командующего 27-й гвардейской ракетной армии  (1997—2000). Командующий 53-й ракетной армии (2000—2001).

## Биография
Родился 3 августа 1953 года в деревне Липень, Могилёвской области Белорусской ССР.
С 1970 по 1975 год обучался в Рижском высшем военном командном Краснознамённом училище имени Маршала Советского Союза С. С. Бирюзова. С 1975 года направлен в Ракетные войска стратегического назначения СССР (с 1992 года — Ракетные войска стратегического назначения Российской Федерации), где служил на различных инженерных и командно-штабных должностях, в том числе: начальник ракетного отделения, заместитель командира и командир ракетной батареи, заместитель командира и командир ракетного дивизиона.
С 1983 по 1987 год обучался на командном факультете Военной академии имени Ф. Э. Дзержинского. С 1987 по 1989 год — начальник штаба и заместитель командира 249-го ракетного полка. С 1989 по 1990 год — командир 42-го ракетного полка в составе 58-й ракетной дивизии. В состав полка при руководстве Л. Е. Синяковича входили два ракетных дивизиона оснащённых ракетными установками с одноступенчатыми баллистическими ракетами средней дальности наземного базирования «Р-12». С 1990 по 1992 год — командир 403-го гвардейского ракетного полка в составе 49-й гвардейской ракетной дивизии. В состав полка при руководстве Л. Е. Синяковича входили три ракетных дивизиона оснащённых ракетными установками с межконтинентальными баллистическими ракетами «Тополь». 10 февраля 1990 года "За мужество и воинскую доблесть, проявленные при выполнении заданий Советского правительства и Министра обороны СССР, а также за особые отличия на учениях" ракетный полк под руководством Л. Е. Синяковича был награждён Вымпелом Министра обороны СССР «За мужество и воинскую доблесть». С 1992 по 1994 год — начальник штаба и заместитель командира 33-й ракетной дивизии. С 1994 по 1997 год — командир 54-й гвардейской ракетной дивизии, в составе 27-й гвардейской ракетной армии. В частях дивизии под руководством Л. Е. Синяковича входили ракетные установки с подвижным грунтовым ракетным комплексом стратегического назначения с трёхступенчатой твердотопливной межконтинентальной баллистической ракетой «РТ-2ПМ «Тополь»».
С 1997 по 2000 год — начальник штаба — первый заместитель командующего и член Военного совета 27-й гвардейской ракетной армии. С 2000 по 2001 год — командующий 53-й ракетной армии в составе четырёх соединений армии под руководством Л. Е. Синяковича имелись ракетные комплексы с межконтинентальными баллистическими ракетами «Тополь» и БЖРК с твердотопливными трёхступенчатыми межконтинентальными баллистическими ракетами «РТ-23 УТТХ».
С 2001 года в запасе Вооружённых сил Российской Федерации. С 2002 года работал в должности заместителя генерального директора завода «Электроприбор» по качеству.
Скончался 24 сентября 2004 года в городе Владимире.

## Награды
- Орден «За военные заслуги» (1997)
- Орден «За службу Родине в Вооружённых Силах СССР» III (1985) степени[1]